# Francis Richard Bingham
Hon. Sir Francis Richard Bingham, KCB, KCMG (* 5. Juli 1863; † 5. November 1935) war ein britischer Offizier der British Army, der als Generalmajor nach dem Ersten Weltkrieg von 1919 bis 1924 Chef der britischen Sektion der Interalliierten Militär-Kontrollkommission IMKK für Deutschland sowie zwischen 1924 und 1929 Vizegouverneur von Jersey war.

## Leben

### Familiäre Herkunft, Offiziersausbildung und Beginn der Offizierslaufbahn

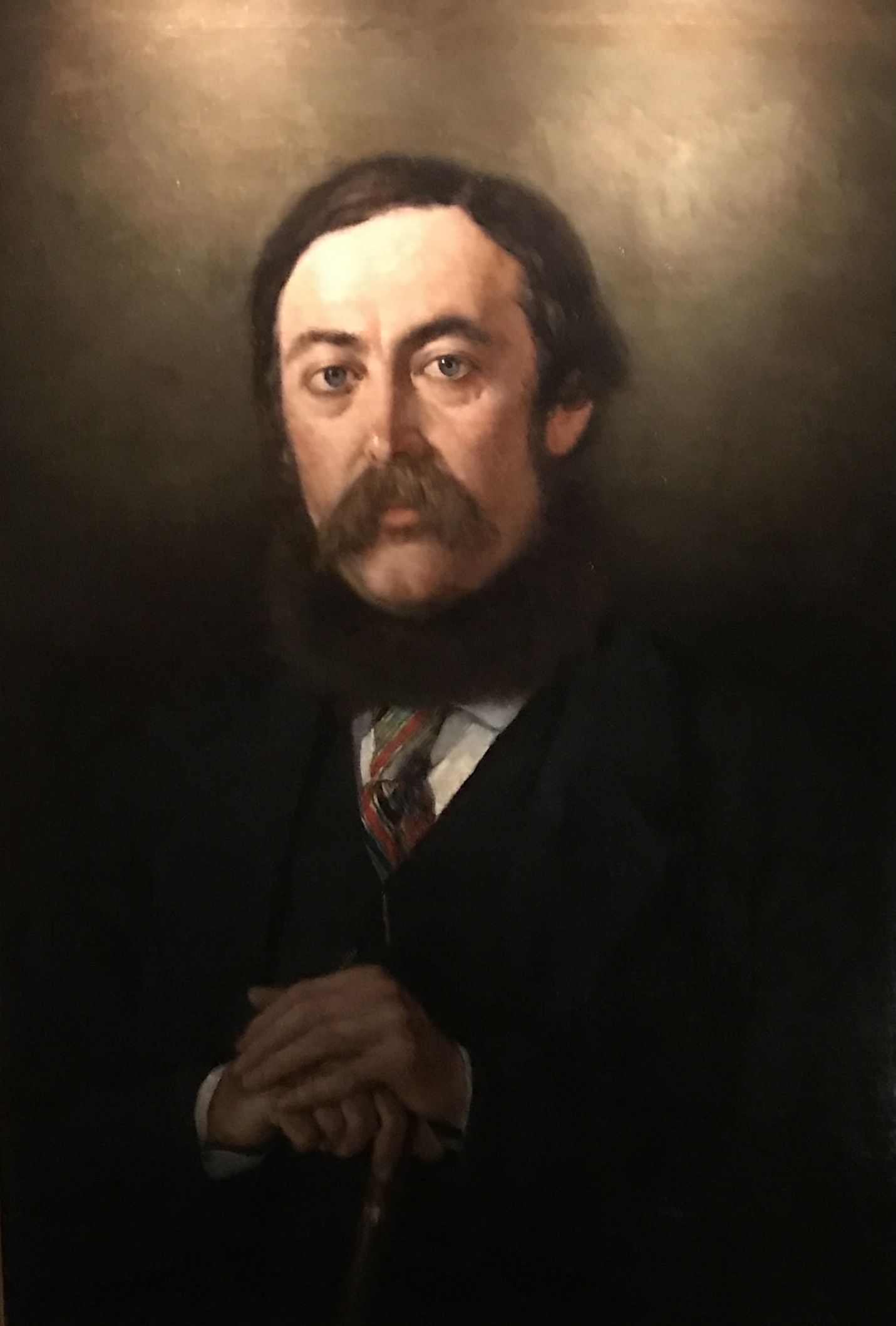
Der älteste Bruder von Francis Richard Bingham war George Charles Bingham (1860–1949), der ebenfalls Offizier und Unterhausabgeordneter war und nach dem Tode des Vaters den Titel als 5. Earl of Lucan erbte.

Francis Richard Bingham war das drittälteste Kind und drittältester Sohn von Charles George Bingham (1830–1914), der als Oberstleutnant im Garderegiment der Coldstream Guards diente, Mitglied des Unterhauses (House of Commons) war sowie 1888 den Titel als 4. Earl of Lucan erbte und damit Mitglied des Oberhauses (House of Lords) wurde, und dessen Ehefrau Lady Cecilia Catherine Gordon-Lennox (1838–1910), eine Tochter von Charles Gordon-Lennox, 5. Duke of Richmond (1791–1860). Zu seinen sechs Geschwistern gehörten sein ältester Bruder George Charles Bingham (1860–1949), der ebenfalls Offizier und Unterhausabgeordneter war und nach dem Tode des Vaters den Titel als 5. Earl of Lucan erbte. Sein zweitältester Bruder Sir Cecil Edward Bingham (1861–1934) war ebenfalls Generalmajor und zuletzt zwischen 1917 und 1919 Kommandeur der 67. Division (67th (2nd Home Counties) Division). Seine einzige Schwester Lady Rosalind Cecilia Caroline Bingham (1869–1958) war mit James Hamilton, 3. Duke of Abercorn (1869–1953) verheiratet, der von 1922 bis 1945 erster Gouverneur von Nordirland war.
Francis Richard Bingham selbst absolvierte als Gentleman Cadet seine Offiziersausbildung an der Royal Military Academy Woolwich und wurde am 28. Juli 1883 als Leutnant (Second Lieutenant) in die Royal Artillery übernommen. Am 11. November 1889 wurde er als Oberleutnant (Lieutenant) zum Stabsdienst abgeordnet und fungierte als Aide-de-camp von Generalmajor Charles Mansfield Clarke, der zu dieser Zeit Kommandeur einer Infanteriebrigade in der Garnison Aldershot war. Am 15. August 1892 erfolgte seine Beförderung zum Hauptmann (Captain). Am 3. März 1893 erfolgte seine Abordnung zur Ägyptischen Armee (Egyptian Army)

### Stabsoffizier und Zeit bis zum Ersten Weltkrieg

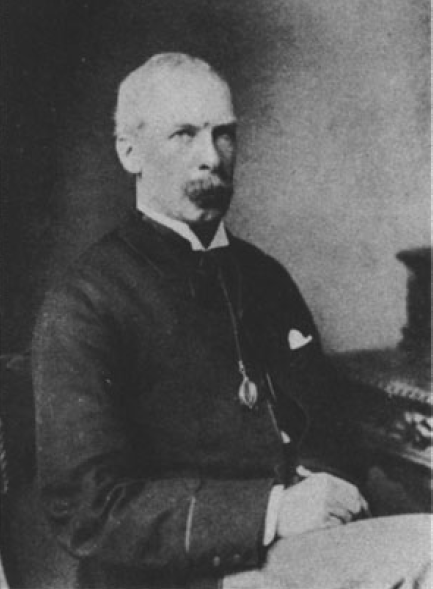
Generalleutnant Sir Charles Mansfield Clarke, dessen Aide-de-camp Bingham zwischen 1889 und 1898 mit Unterbrechungen war und dessen Tochter Kathleen Clarke er 1896 heiratete.

Im Anschluss wurde Bingham am 16. Dezember 1893 wieder zum Stabsdienst in der Britisch-Indische Armee (British Indian Army) abgeordnet und war vom 28. Oktober 1893 bis zum 1895 sowie erneut zwischen 1896 und 1898 abermals Aide-de-camp von Generalleutnant Sir Charles Mansfield Clarke, der zwischen Oktober 1893 und Oktober 1898 Oberkommandierender der britischen Truppen in der Präsidentschaft Madras (Commander-in-Chief of Madras) war.
Nach Beendigung dieser Tätigkeit kehrte Bingham am 19. Juli 1898 als Hauptmann zur Royal Artillery zurück und wurde am 13. Februar 1900 zunächst zum Major sowie genau zehn Jahre später am 13. Februar 1910 zum Oberstleutnant (Lieutenant-Colonel) befördert. Als solcher wurde er am 1. Dezember 1911 abermals zum Stabsdienst abgeordnet und fungierte zwischen dem 1. Dezember 1911 und dem 1. September 1911 als Chefausbilder an der Schule für das Schützenwesen (He was Chief Instructor, School of Gunnery). Nach seiner Beförderung zum Oberst (Colonel) am 2. Juni 1913 fungierte er zwischen dem 3. September 1913 als Assistierender Leiter der Abteilung im Kriegsministerium (Assistant Director of Artillery, War Office).

### Erster Weltkrieg
Im Anschluss fungierte Francis Richard Bingham zu Beginn des Ersten Weltkrieges zwischen 1915 und dem 25. September 1916 als stellvertretender Leiter der Artillerie-Abteilung im Kriegsministerium (Deputy Director of Artillery, War Office) mit dem vorübergehenden Rang eines Brigadegenerals (Temporary Brigadier-General). Für seine Verdienste wurde er 1915 zum Companion des Order of the Bath (CB) ernannt. Im weiteren Kriegsverlauf war er zwischen 1916 und 1919 Mitglied des Beirates des Munitionsministeriums (Minister of Munitions) und erhielt in dieser Funktion am 25. September 1916 den vorübergehenden Rang eines Generalmajors (Temporary Major-General).
Im Zuge der sogenannten „New Year Honours“ wurde er am 1. Januar 1918 zum Knight Commander des Order of St Michael and St George (KCMG) geschlagen, so dass er fortan den Namenszusatz „Sir“ führte. Für seine Verdienste im Ersten Weltkrieg wurde er zudem das Großkreuz des russischen Sankt-Stanislaus-Ordens. Ferner wurde er Kommandeur des Ordens der Krone von Italien sowie Kommandeur des Kronenordens von Belgien und wurde darüber hinaus mit dem Ritterkreuz der französischen Ehrenlegion ausgezeichnet.

### Britischer Sektionschef der IMKK und Lieutenant-Governor von Jersey
1919 wurde Sir Francis Richard Bingham Chef der britischen Sektion der Interalliierten Militär-Kontrollkommission IMKK (Military Inter-Allied Commission of Control) für Deutschland und verblieb in dieser Funktion bis zum 22. Mai 1924. Zugleich fungierte er zwischen 1919 und 1924 auch als Präsident der Unterkommission für Rüstung und Material der IMKK.
Daraufhin löste Bingham am 26. Mai 1924 Generalmajor Sir William Douglas Smith als Vizegouverneur von Jersey ab und bekleidete dieses Amt bis zum 15. Mai 1929, woraufhin Generalmajor Edward Willis seine Nachfolge antrat. Eine Woche nach seinem Amtsantritt wurde er am 3. Juni 1924 auch zum Knight Commander des Order of the Bath (KCB) geschlagen.
Am 26. Mai 1929 trat Sir Francis Bingham als Generalmajor der Royal Artillery in den Ruhestand. Am 5. Juli 1930 erreichte er schließlich die Altersgrenze von 67 Jahren, wonach er nicht erneut in aktiven Militärdienst zurückberufen werden konnte, und schied damit aus der Reserve aus. Auch nach seinem Ausscheiden aus dem Militärdienst blieb er der British Army verbunden und fungierte unter anderem zwischen dem 18. September 1931 und 1933 als Colonel Commandant of the Royal Artillery. Daneben wurde er 1932 Friedensrichter (Justice of the Peace) der Grafschaft Buckinghamshire und fungierte zudem als Ehrenoberst (Honorary Colonel) der Royal Militia Jersey, der Königlichen Miliz von Jersey.
Am 19. Juni 1896 heiratete Francis Richard Bingham Kathleen Clarke († 1963), eine Tochter seines langjährigen Vorgesetzten General Sir Charles Mansfield Clarke, 3. Baronet (1839–1932) und dessen Ehefrau Gemma Cecilia Adams. Aus dieser Sohn ging der Sohn Francis Humphrey Bingham (1899–1981) hervor, der während des Zweiten Weltkrieges als Major in der East African Artillery sowie im Kolonialdienst tätig war.